# لوری نوالاینن
لوری نوالاینن (انگلیسی: Lauri Nevalainen; ۲۴ ژانویهٔ ۱۹۲۷ – ۳۱ ژوئیهٔ ۲۰۰۵) قایقران روئینگ اهل فنلاند بود.